# Shōzō Shimamoto

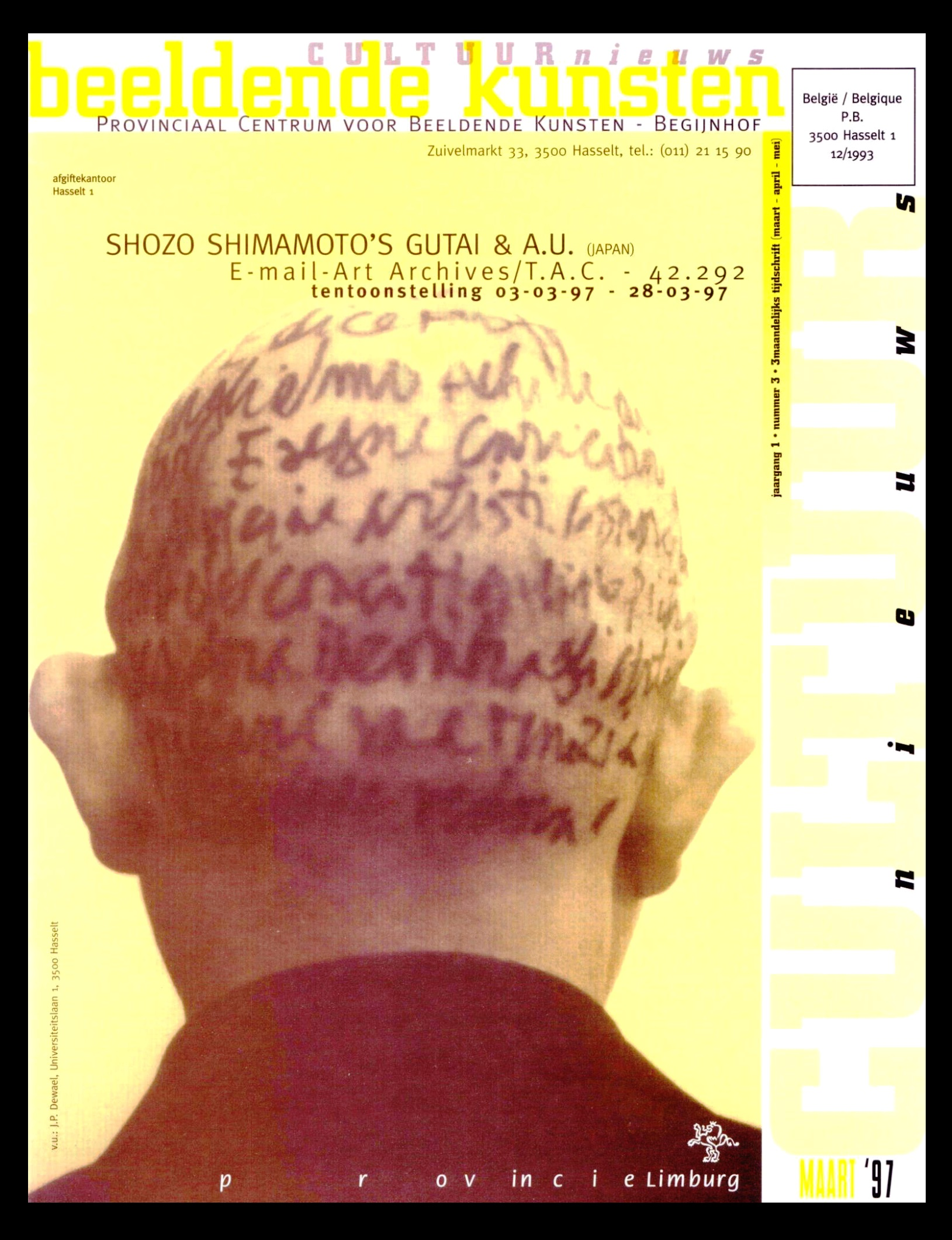
Titelseite der Zeitschrift 'Cultuurnieuws' 1997. Zentrum für visuelle Künste der Provinz Hasselt, Belgien

Shōzō Shimamoto (japanisch 嶋本 昭三 Shimamoto Shōzō; * 22. Januar 1928 in Osaka; † 25. Januar 2013 ebenda) war ein japanischer Maler und Performancekünstler und Mitbegründer der Gutai Art Association, kurz Gutai.

## Leben

### Jugend
Shōzō Shimamoto wurde 1928 im japanischen Osaka geboren. Im Jahr 1947 begann er, sich für Kunst zu interessieren, und besuchte das Atelier von Jirō Yoshihara, wo seine ersten Werke, die „Ana“ (Löcher), entstanden.
Zusammen mit anderen jungen Künstlern, die Jirō Yoshihara nahestanden, nahm Shōzō Shimamoto 1948 an der Ausstellung „Seven Avantgarde Artists“ im Kaufhaus Kintetsu in Osaka teil. 1950 schloss er sein Studium an der Kwansei-Gakuin-Universität ab. 1953 erhielt er den Asahi-Preis der All-Kansai Art Exhibition sowie den Association Award der Association of Modern Art Exhibition. Im selben Jahr nahm er an der „Ersten Ausstellung der Genbi-Gruppe“ teil, einer von Muramatsu Hiroshi gegründeten Bewegung, in der Jirō Yoshihara die zentrale Leitfigur war. Die Ausstellung in der Asahi Biru Gallery in Kōbe führte die Gruppe junger Künstler zusammen, die kurz darauf die Gutai Art Association gründeten.

### Gutai
Unter der Leitung von Jirō Yoshihara gründeten Shōzō Shimamoto und andere Studenten 1954 die Gutai Art Association für Konkrete Kunst. Shimamoto schlug den Namen vor und stellte der Gruppe sein Haus zur Verfügung, das zum offiziellen Sitz wurde. Von hier aus wurden die „Gutai“-Zeitschriften, das offizielle Magazin der Vereinigung, gedruckt und verteilt.
Die erste Ausgabe der Zeitschrift „Gutai“ erschien 1955 und enthielt Fotografien von Werken der Künstler der Gruppe, darunter auch eines von Shōzō Shimamoto. Die Mitglieder von Gutai und der Zero-Kai-Gruppe (Tanaka, Shiraga, Murakami, Kanayama) nahmen an der „7th Yomiuri Independent Exhibition“ teil, einer jährlichen Veranstaltung im Tokyo Metropolitan Art Museum, die jungen Künstlern eine Plattform bot. Bei dieser Gelegenheit signierten sie ihre Werke mit „Gutai“. Bei der „Experimental Outdoor Modern Art Exhibition to Challenge the Midsummer Burning Sun“, dem ersten autonomen Treffen der Gutai-Gruppe im Ashiya-Kiefernwald, stellte Shimamoto ein mit kleinen Löchern versehenes Metallblech aus, das auf der einen Seite weiß und auf der anderen blau bemalt war. Abends beleuchtete eine Lampe das Blech von hinten und erzeugte so den Effekt eines Sternenhimmels. Im selben Jahr nahm er an der „Ersten Gutai-Ausstellung“ im Ohara Kaikan in Tokio teil. Bei dieser Gelegenheit präsentierte er sein Werk „Please, walk on here“, das aus einer Reihe von Holzbrettern bestand, die auf einem Federsystem montiert waren, wodurch der Weg der Besucher unsicher und instabil wurde.
Bei der „Zweiten Ausstellung moderner Kunst im Freien“ im Jahr 1956 inszenierte Shimamoto die „Performance der Zerstörung“, bei der er mit einer neuen Technik experimentierte: Er feuerte mit Farbe gefüllte Säcke zu Musik aus einer Kanone ab. Im Oktober 1956 fand Gutais zweite Ausstellung im Ohara Kaikan in Tokio statt. Dort legte Shimamoto eine große Leinwand auf den Boden und platzierte in der Mitte einen Stein, auf den er mit verschiedenen Farben gefüllte Flaschen warf. Dies war sein erstes Experiment mit der Bottle-Crash-Technik, die in vielen seiner späteren Werke wiederkehrte.
1957 nahm er an der ersten Ausstellung „Gutai Art on the Stage“ im Sankei Center in Osaka teil, wo er seine bahnbrechenden Video- und Audioarbeiten zeigte. Bei der zweiten „Gutai Art on the Stage“-Performance 1958 im Asahi Kaikan projizierte er gleichzeitig zwei verschiedene eigene Filme auf dieselbe Leinwand. Dazu erklärte er: „Für diese Veranstaltung beschloss ich, etwas zu machen, das ‚Der Film, der in der ganzen Welt nie gesehen wurde‘ genannt wurde.“ Auf einem gebrauchten 35-mm-Film, den ihm ein ehemaliger Schüler geschenkt hatte und den er mit Essig gewaschen hatte, fügte Shimamoto Punkte und Linien hinzu. Der zweite Abend von „Gutai Art on the Stage“ war Teil des „International Festival of Osaka“. Er umfasste auch die Ausstellung „Internationale Kunst einer neuen Ära. Informel und Gutai“ im Kaufhaus Takashimaya. Mit dieser Ausstellung vertiefte die Gutai-Gruppe ihre Beziehung zu dem französischen Kunstkritiker Michel Tapié (1909–1987), der bei seinem Besuch des Künstlers Georges Mathieu im Jahr zuvor den Kontakt hergestellt hatte.
Die BBC berichtete 1959 über Shōzō Shimamotos Aktionsmalerei an der Toyosaki-Schule: Die Arbeit bestand darin, Glasflaschen mit Farbe zu werfen. Im Rahmen des Internationalen Festivals von Turin fand im Palazzo Granieri die Ausstellung „Arte Nuova“ statt, in der etwa hundert Gemälde europäischer, amerikanischer und japanischer Künstler (Gutai und Informel) gezeigt wurden.
Michel Tapié förderte 1961 die Ausstellung „Continuité et avant-garde au Japon“ im Internationalen Zentrum für ästhetische Forschung in Turin. 1962 hatte Shōzō Shimamoto seine erste Einzelausstellung in der Gutai-Pinakothek, die im September desselben Jahres in Osaka eröffnet wurde. 1965 nahm er an der Ausstellung „Nul Negentienhonderd vijf en zestig“ im Stedelijk Museum in Amsterdam teil. 1966 beteiligte er sich am „II. Salon International des Galeries Pilotes“ im Musée cantonal des Beaux-Arts in Lausanne, Schweiz. 1969 nahm er an der „IX Exposition d’art japonais contemporain“ im Museum von Tokio teil. Zwei Einzelausstellungen fanden 1972 statt: eine in der Galeria Sobrad in São Paulo und die andere in Muramatsu in Tokio. Mit dem Tod von Jirō Yoshihara löste sich die Gutai-Gruppe auf.

### Performances und Ausstellungen
Shōzō Shimamoto begann sich für Mail Art zu interessieren und wurde zu einem der wichtigsten Vertreter dieser Kunstform. Er entwickelte eine neue und persönliche Vision des Künstlers und des Kunstwerks als Produkt einer sozialen und kollektiven Anstrengung. 1976 nahm er an der Ausstellung „Today's Notion of Space“ in der Yokohama Civic Art Gallery und an der retrospektiven Ausstellung „18 Years of Gutai Art“ in der Art Gallery of the Osaka Prefecture teil. In diesem Jahr schuf er auch eine Straße aus 10.000 Zeitungsseiten am Ufer des Mukogawa-Flusses. 1979 stellte er 10.000 Zeitungen auf der „World Symposium Invitation Show“ in Alberta, Kanada, aus und war Teil des Kollektivs „After Yoshihara and the Gutai“ im Museum für Moderne Kunst in Kōbe.
1981 fand eine Einzelausstellung im Osaka Center for Contemporary Art statt. Im selben Jahr nahm er an der Ausstellung „Directions in Japanese Art 1 – The 50s: Darkness and Rays of Light“ im Museum of Modern Art in Tokio sowie an der Gruppenausstellung „Westkunst – zeitgenössische Kunst seit 1939“ (Köln, 1982) teil. Zudem präsentierte er seine Werke in „Towards the Museum of Tomorrow – The Theatre of Living Art“ im Hyogo Prefectural Museum of Modern Art in Kōbe.
1984 führte Shōzō Shimamoto eine Performance in der Galerie Hundertmark in Köln durch und nahm an der Ausstellung „Gutai Works: Shiraga, Motonaga, Murakami, Uemae, Kanayama and Others“ im Studio Morra in Neapel teil. 1985 war er Teil der Retrospektive „Reconstructions: Avantgarde Art in Japan 1945–1965“ im Museum of Modern Art in Oxford und wurde zur Ausstellung „Gutai Group: Pintura y Acción“ im Spanischen Museum für Zeitgenössische Kunst in Madrid eingeladen, die später auch im Muzej Savremene Umetnosti in Belgrad und im Museum für Moderne Kunst in Kōbe gezeigt wurde.
1986 lud Shimamoto den italienischen Mail-Art-Künstler Guglielmo Achille Cavellini zum „First Osaka Sister-City Festival“ ein. Ab diesem Zeitpunkt nutzte er seinen kahl geschorenen Kopf als Medium für seine Mail-Art-Aktivitäten und nahm am „Peace Run“ durch Europa teil, der von der American Indian Group organisiert wurde. 1987 war er an der Ausstellung „Japon des Avant-Gardes“ im Centre Georges-Pompidou beteiligt, wo er seine Audioarbeiten präsentierte. Im selben Jahr lud ihn das Dallas Museum of Art zu einer Performance anlässlich des 100. Geburtstags von Marcel Duchamp ein. Dabei projizierte er Friedensbotschaften und Filmausschnitte auf seinen kahl geschorenen Kopf.
Anlässlich der Eröffnung der Ausstellung „Giappone all'avanguardia. II Gruppo Gutai negli anni Cinquanta“ im Jahr 1990 lud die Galleria Nazionale d’Arte Moderna in Rom Shimamoto ein, seine Performance von 1956, die er bei der „Zweiten Ausstellung im Ohara Kaikan“ in Tokio gezeigt hatte, zu wiederholen und mit neuen Bedeutungen zu versehen. Shimamoto bat Mail-Art-Künstler, ihm kleine Objekte zu schicken, die er in kleine, mit Farbe gefüllte Flaschen steckte.
1991 wurde er zur Ausstellung „Gutai: Japanische Avantgarde 1954–1965“ des Instituts Mathildenhöhe in Darmstadt eingeladen und nahm mit zehn großformatigen Arbeiten teil. 1993 war er als Mitglied der Gutai-Gruppe bei der 45. Biennale di Venezia vertreten und realisierte dort seinen „Bottle Crash“. 1994 beteiligte er sich an der von Alexandra Munroe kuratierten Ausstellung „Japanese Art after 1945: Scream Against the Sky“ im Guggenheim Museum in New York. 1996 wurde Shōzō Shimamoto in Anerkennung seines pazifistischen Engagements nach einer Begegnung mit dem Atomphysiker Bern Porter, der an der Entwicklung der Atombombe beteiligt war, für den Friedensnobelpreis nominiert. 1997 folgte eine weitere Einzelausstellung mit Performance in der Galerie Hundertmark in Köln unter dem Titel „Shozo Shimamoto, Gutai-Works“.
1998 wurde sein Werk „Holes“ von 1950 in der Ausstellung „Out of Actions: Between Performance and the Object, 1949–1979“ im Museum of Contemporary Art (MoCA) in Los Angeles gezeigt. Diese Ausstellung wanderte anschließend ins Österreichische Museum für angewandte Kunst in Wien, ins Museu d’Art Contemporani in Barcelona und ins Tokyo Metropolitan Art Museum. 1999 wurde Shimamoto erneut zur Biennale von Venedig eingeladen. Reisen nach Verona und Mailand führten ihn zum „Shozo Shimamoto Italian Festival“, das Werke aus den 1950er und 1960er Jahren, großformatige Installationen und eine Dokumentation über Mail Art präsentierte. Eine Retrospektive des Kollektivs Gutai fand in der Galerie Nationale du Jeu de Paume in Paris statt.
Im Jahr 2000 realisierte Shimamoto in Frankreich eine groß angelegte Performance, bei der er eine riesige Fläche aus Zeitungsblättern aus aller Welt gestaltete. Von einem Heißluftballon aus warf er mit Farbe gefüllte Ballons auf die Leinwand. Ein Werk dieser Performance wurde im UNESCO-Hauptquartier in Paris ausgestellt. Sein Werk „A Proof of Peace“ wurde im Yachthafen von Nishinomiya eingeweiht, wo es 100 Jahre lang als Denkmal stehen soll. 2001 nahm er am Japan-Jahr in London teil; einige seiner Werke wurden von der Tate Modern angekauft. 2002 war er Teil der Ausstellung „Wer ist Norma Jeane?“ in der Primrose Gallery in London. 2003 präsentierte er das „Brain Academy Apartment International Project“ bei der 50. Biennale von Venedig. In Italien nahm er an der Ausstellung „Skin Deep“ im Museo di Arte Moderna e Contemporanea – MART in Rovereto sowie am „Living Theatre/Labirinti dell’Immaginario“ im Castel Sant’Elmo in Neapel teil.
2004 führte Shimamoto eine Hubschrauber-Performance durch, organisiert von der „Association bbcc Onlus (ABCOnlus)“ und dem Architekten Luigi de Marchi. Eine ähnliche Performance folgte 2005 in Trevi, wo er erneut Farbe aus einem Hubschrauber warf. 2006 wurde er zur Ausstellung „Zero. Internationale Avantgarde der Jahre 1950-60“ im Museum Kunstpalast in Düsseldorf eingeladen, die später im Musée d’Art moderne et contemporain de Saint-Étienne Métropole gezeigt wurde. In Neapel präsentierte er auf der historischen Piazza Dante die Performance „A Weapon of Peace“. 2007 führte er im Kobe Fashion Museum das „Felissimo WHITE PROJECT“ durch und nahm am „P3 Project“ für die Biennale von Venedig teil, wo er einen Bottle Crash im Kreuzgang von San Nicolò aufführte.
2008 führte Shimamoto in Punta Campanella und Capri Performances auf, bei denen er Farbe auf Leinwände und andere Objekte warf. Im Rahmen der 53. Biennale von Venedig 2009 war er zusammen mit anderen Gutai-Mitgliedern eingeladen.
2011 stellte Shōzō Shimamoto in der Basilika Santo Stefano in Bologna großformatige Werke und Skulpturen aus, die bei Performances in Venedig, Punta Campanella und Capri entstanden waren. Im Moderna Museet in Stockholm führte er Performances durch, die seine Kanonenperformance von 1956 und die Bühnenperformance von 1957 neu interpretierten.
Am 25. Januar 2013 verstarb Shimamoto in Osaka.